# كريس جونستون
كريس جونستون (بالإنجليزية: Chris Johnstone)‏ مواليد 12 أكتوبر 1960 في برث، هو لاعب كرة مضرب أسترالي سابق وكان يلعب باليد اليمنى. أعلى تصنيف له في الفردي كان المركز الـ 97 في سنة 1982. أعلى تصنيف له في الزوجي كان المركز الـ 114 في سنة 1983.

## النهائيات

### الفردي: (2)
| الرقم | السنة | الدورة               | الأرضية | المنافس في النهائي | النتيجة  |
| ----- | ----- | -------------------- | ------- | ------------------ | -------- |
| 1.    | 1981  | إسن, ألمانيا الغربية | ترابية  | أندرياس مورير      | 7–5, 7–6 |
| 2.    | 1981  | بريزبان, أستراليا    | عشبية   | فيل دنت            | 6–4, 6–4 |

## روابط خارجية
- كريس جونستون على موقع رابطة محترفي التنس (الإنجليزية)
- كريس جونستون على موقع الاتحاد الدولي لكرة المضرب (الإنجليزية)
- كريس جونستون على موقع اتحاد التنس الأسترالي (الإنجليزية)
- كريس جونستون على موقع خلاصة التنس.كوم (الإنجليزية)